# Pansa Hemviboon
Pansa Hemviboon (thailändisch พรรษา เหมวิบูลย์, * 8. Juli 1990 in Chanthaburi), auch unter dem Namen Yong (thailändisch โย่ง) bekannt, ist ein thailändischer Fußballspieler.

## Karriere

### Verein
Pansa Hemviboon erlernte das Fußballspielen in der Collegemannschaft des Bangkok Christian College sowie der Universitätsmannschaft der Chulalongkorn-Universität in Bangkok.
Seinen ersten Vertrag unterschrieb er 2012 beim Drittligisten Chamchuri United FC in Bangkok. 2014 wechselte er zu TOT SC, einem Verein, der in der höchsten Liga des Landes, der Thai Premier League, spielte. Über Khon Kaen United FC kam er 2017 zum Spitzenclub Buriram United, bei dem er bis heute unter Vertrag steht.
Im Mai 2025 gewann er mit Buriram die ASEAN Club Championship. Hier konnte man sich gegen den vietnamesischen Vertreter Công An Hà Nội FC in zwei Endspielen durchsetzen. Am 24. Mai 2025 stand er mit Buriram im Finale des FA Cups, das man mit 3:2 gegen den Erstligisten Muangthong United gewann.

### Nationalmannschaft
Sein Debüt in der thailändischen Nationalmannschaft gab Pansa Hemviboon am 6. Juni 2017 in einen Freundschaftsspiel gegen Usbekistan. Bei der 02-Niederlage stand er in der Startelf und spielte die kompletten 90 Minuten. Bei der Fußball-Südostasienmeisterschaft 2022|Südostasienmeisterschaft 2022 stand er in jedem Spiel auf dem Spielfeld. Im Finale konnte man sich in zwei Spielen gegen Vietnam durchsetzen.

## Erfolge

### Verein
Buriram United
- Thailändischer Meister: 2017, 2018, 2021/22, 2022/23, 2023/24, 2024/25
- Thailändischer Vizemeister: 2019, 2020/21
- Thailändischer Supercup-Sieger: 2019
- Thailändischer Ligapokalsieger: 2021/22
- Thailändischer Ligapokalfinalist: 2019, 2022/23
- Thailändischer Pokalsieger: 2021/22, 2022/23, 2024/25
- Thailändischer Pokalfinalist: 2018
- ASEAN Club Championship-Sieger: 2024/25

### Nationalmannschaft
Thailand
- Fußball-Südostasienmeisterschaft: 2022